# Wildevaer II (schip, 1934)
De WILDEVAER II is een varend monument, in gebruik als wachtschip van Zeeverkenners Canisius, een scoutinggroep uit Nijmegen. De thuishaven is sinds 1982 de Mookerplas bij Plasmolen, daar beschikt de groep sinds 1965 over een clubhuis.
Het is een schip dat niet alleen voor groepsactiviteiten kan worden gebruikt, maar waarmee ook gevaren kan worden. Als vervoer- en transportmiddel van, naar en tijdens kampen en als moederschip voor de vloot. Vanaf die tijd hebben het bestuur en de zeeverkenners - geholpen door hun ouders - het schip volledig opgeknapt. Ze hebben het schoongekrabd en het geborsteld, geteerd (toen dat nog mocht) en geschilderd en ze hebben het ruim zelf betimmerd.
‘s Zomers vaart de Wildevaer II naar Friesland, waar het wordt afgemeerd aan de Zwarte Brekken bij Sneek en dienst doet als wachtschip tijdens de zomerzeilkampen van de scouts.

## Geschiedenis
Het hellingschrift van de werf levert van vrijwel elke dag uit de bouwperiode een groot aantal gegevens betreffende de economie van de werf, zoals arbeidskracht en materiaal. Er werd gewerkt van ‘s morgens half 7 – half 9 en van 9 – 12 uur en van 1 – 5 uur. Zaterdags tot 1 uur. Dus 9 uur per dag en totaal 51 uur per week. Loon van ƒ 6,50 tot ƒ 15,- per week per werknemer voor elf mensen. Enkele werknemers waren zelfs in daghuur. Het was crisistijd, in die jaren was één derde van de beroeps bevolking werkloos. De bouwtijd van dit schip was twee maanden, bijzonder kort. En dat met 13 man (11 medewerkers plus 2 Mulders). Er werd dus hard gewerkt. Nog geen twee maanden na de tewaterlating werd het schip afgeleverd.
Door haar minimale diepgang was de Semper Spera een ideaal schip voor de ondiepe wateren van de Groninger veenkoloniën. Het vervoerde daar vooral graan.
In de regel werd het schip gehellingd op de werf van Wolthuis in Sappemeer (tegenwoordig Museumwerf Wolthuis). Daar werd het schip in 1956 ook verlengd met vijf meter. Deze verlenging is geheel geklonken. Tevens is er bij deze verlenging een nieuwe sterkere motor in het schip gezet.
Nadat schipper Ridderbos het schip had verkocht heeft het vanaf 1977 nog dienst gedaan als schip voor het vervoer van afval in Schiedam.

## Liggers Scheepmetingsdienst[2]
| Meetnummer | District en volgnr. | Meetdatum    | Meetplaats  | Lengte [m] | Breedte [m] | Inzinking [m] | Waterverplaatsing [ton] | Naam         | Eigenaar               | Domicilie  |
| ---------- | ------------------- | ------------ | ----------- | ---------- | ----------- | ------------- | ----------------------- | ------------ | ---------------------- | ---------- |
| G3894N     | Groningen 3894      | 18 juni 1934 | Stadskanaal | 25,96      | 5,20        | –             | 123,385                 | SEMPER SPERA | K.B. Ridderbos         | Wildervank |
| G10162N    | Groningen 10162     | 11 juni 1959 | –           | 31,03      | 5,20        | 1,63          | 156,067                 | SEMPER SPERA | K.B. Ridderbos         | Appingedam |
|            |                     |              |             |            |             |               |                         | WILDEVAER II | Zeeverkenners Canisius |            |